# La Suisse

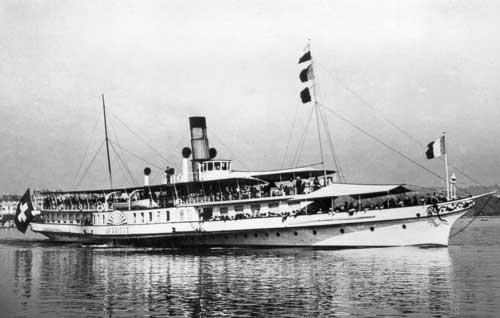
„La Suisse” w 1920 r.

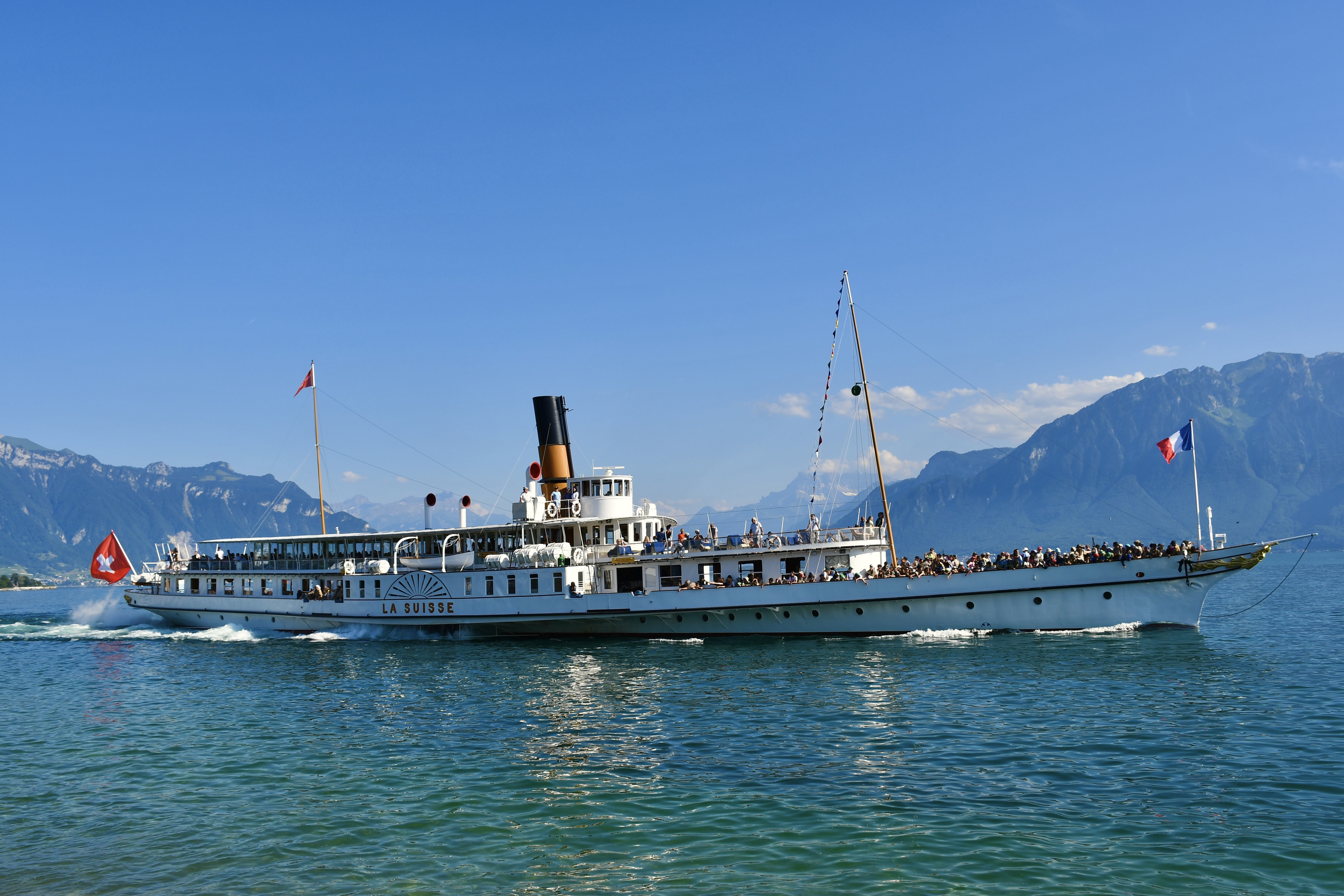
„La Suisse” w 2019 r.

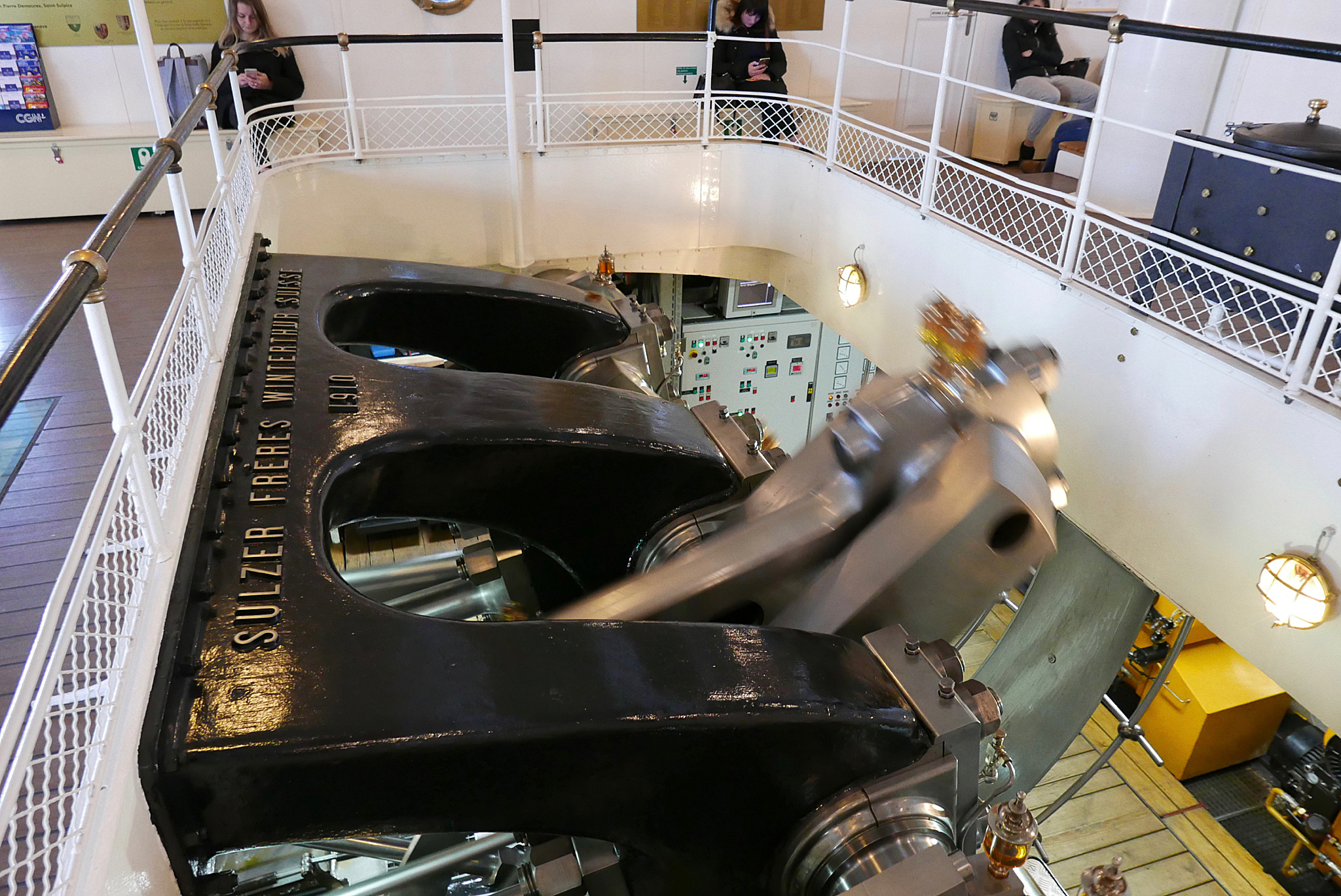
Fragment układu napędowego „La Suisse” (2017 r.)

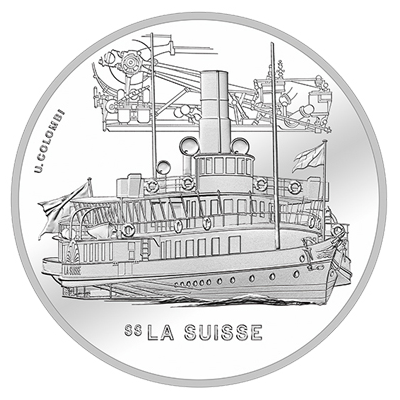
Srebrna moneta 20-frankowa z 2018 r. z przedstawieniem statku

La Suisse – historyczny, parowy bocznokołowiec, pływający po wodach Jeziora Genewskiego w Szwajcarii i we Francji. Zwodowany w 1910, wchodzi do dziś (2024 r.) w skład floty „Belle Époque” szwajcarskiego armatora Compagnie générale de navigation sur le Lac Léman (CGN), pełniąc rolę jego flagowej jednostki.

## Historia
CGN rozpoczęła swą działalność w 1873 r. Okresem największego rozkwitu tego armatora były czasy tzw. „Belle Époque”, czyli przedział lat 1894-1914. W tym czasie Kompania bez mała co dwa lata zamawiała w zakładach Braci Sulzer w Winterthur kolejny statek. „La Suisse” została zamówiona we wrześniu 1908 r. i zbudowana w roku następnym. Koszt jej budowy wyniósł 586 000 CHF. Weszła do eksploatacji 31 maja 1910 r. jako drugi statek floty CGN, noszący tę nazwę. Była wówczas największym statkiem na szwajcarskich jeziorach.
W 1927 roku wymieniono rury kotłowe, wyremontowano salon I klasy, a na górnym pokładzie zamontowano metalowy dach. W 1931 roku górny pokład przeszklono. W latach 1940-1947 statek został unieruchomiony w wyniku działań wojennych w sąsiedniej Francji. W 1948 roku przeszedł remont, po czym wrócił do służby. W 1960 roku zmieniono system opalania kotłów i węgiel został zastąpiony mazutem. Usunięto palarnię na górnym pokładzie i wydłużono jego przeszklenie.
W latach 1968-1971 oryginalne kotły zastąpiono jednym dużym kotłem. Dokonano systemowej wymiany instalacji elektrycznej: pierwotna instalacja 65-woltowa została zastąpiona 220-woltową. Zainstalowano nową, elektrohydrauliczną maszynę sterową. W latach 1981-1988 remontowano i wymieniano różne elementy statku: maszynę (obwody wysokiego i niskiego ciśnienia, łożyskowania i orurowanie), układy kanalizacji ściekowej i ogrzewania, system nagłośnienia. W 2003 roku Stowarzyszenie Dziedzictwa Lemanu (Association Patrimoine du Léman) ufundowało rzeźbione dekoracje na rufie i galion na dziobie, pokryte 24-karatowym złotem.
W latach 2007-2009 statek przeszedł gruntowny remont, wart 15 mln CHF. Znaczna część tej sumy pochodziła z darowizn, zebranych przez Towarzystwo Przyjaciół Statków Parowych Lemanu (Association des amis des bateaux à vapeur du Léman). W latach 2005-2007 Association Patrimoine du Léman przeprowadziła szeroko zakrojone badania historyczne, które pozwoliły na przywrócenie pierwotnego stanu i wystroju salonu I klasy. Fundacja Pro Patria sfinansowała odnowę kabiny sterowej. Po tej renowacji jednostka została uznana za najpiękniejszy parowiec świata.
W 2011 roku statek został uznany przez kanton Vaud za zabytek historyczny. Został również wymieniony, podobnie jak jednostki „Savoie”, „ Rhône” i „Simplon”, jako szwajcarskie dobro kulturowe o znaczeniu krajowym.

## Charakterystyka
Wielki, dwupokładowy bocznokołowiec o napędzie parowym, jest największą (obok statku „Simplon”) jednostką floty CGN. Długość statku wynosi 78,5 m (70 m między pionami), maksymalna szerokość 15,9 m. Zanurzenie 1,47 m (bez obciążenia) - 1,61 m (z maksymalnym obciążeniem). Wyporność konstrukcyjna wynosi 518 ton przy zanurzeniu 1,61 m. Maszyna parowa podwójnego rozprężania o skośnych cylindrach, mocy 1030 kW (1400 CV) pozwala osiągnąć prędkość 29,1 km/h. Statek mógł zabierać pierwotnie 1500 pasażerów, obecnie przepisy pozwalają na 850. Posiada restaurację na 200 miejsc.
W 2028 r. szwajcarska mennica wybiła pamiątkową, srebrną monetę o nominale 20 CHF z przedstawieniem statku.